# Schrankia intermedialis
Schrankia intermedialis is een vlinder uit de familie van de spinneruilen (Erebidae). De wetenschappelijke naam van de soort is voor het eerst geldig gepubliceerd in 1972 door Reid.
Deze nachtvlinder komt voor in Europa.